# Richard Richardson
Richard Taswell Richardson (Broughton, 9 agosto 1852 – Capenhurst, 16 maggio 1930) è stato un tennista britannico.

## Biografia
Studiò all'Università di Oxford e divenne avvocato. Appassionato di sport, inizialmente si dedicò al cricket, e nella stagione 1877 giocò almeno due incontri per il Marylebone Cricket Club.
Esordì nel torneo di Wimbledon nel 1880, raggiungendo il terzo turno del singolare maschile ma venendo eliminato da Herbert Lawford (6-1, 3-6, 6-0, 5-6, 4-6). Raggiunse l'apice della carriera nei due anni successivi: nel 1881 raggiunse la finale All-Comers, venendo sconfitto da William Renshaw (4-6, 2-6, 3-6), che avrebbe poi conquistato il titolo sconfiggendo John Hartley nel Challenge Round, mentre nel 1882 sempre nella finale All-Comers venne sconfitto dal fratello di William, Ernest Renshaw (5-7, 3-6, 6-2, 3-6). Nell'ultima partecipazione l'anno successivo venne invece eliminato al secondo turno da Charles Grinstead (3-6, 6-5, 5-6, 2-6).
Nel 1884 tentò un'ultima volta la scalata a Wimbledon e in coppia con John Hartley partecipò al doppio maschile, venendo tuttavia sonoramente battuto al primo turno dagli statunitensi James Dwight e Richard Sears (2-6, 3-6, 6-8). Dopo il 1884 Richardson si ritirò dall'attività agonistica e continuò ad esercitare l'avvocatura fino alla morte nel 1930.